# Leslie Feist
 (décembre 2022).
Si vous disposez d'ouvrages ou d'articles de référence ou si vous connaissez des sites web de qualité traitant du thème abordé ici, merci de compléter l'article en donnant les références utiles à sa vérifiabilité et en les liant à la section « Notes et références ».
Pour les articles homonymes, voir Feist.
Leslie Feist (née le 13 février 1976 à Amherst, Nouvelle-Écosse) est une auteure-compositrice-interprète canadienne. Elle se produit en solo sous le nom de Feist et également en groupe avec les Broken Social Scene.

## Biographie
Ayant grandi à Regina et à Calgary, Feist commence la musique comme chanteuse d'un groupe punk nommé Placebo (à ne pas confondre avec le groupe de musique britannique du même nom). Ils gagnent à un tremplin local et remportent le droit de jouer en première partie d'un concert des Ramones. Après cinq ans d'une tournée éprouvante, Feist est obligée de faire une pause pour récupérer de sa voix abîmée. Elle s'installe à Toronto en 1998 et commence la guitare ; en 1999, elle est la guitariste du groupe By Divine Right. Elle commence à chanter seule et sort son premier album en solo la même année : Monarch (Lay Down Your Jeweled Head). L'album est financé avec une subvention du gouvernement canadien.
En 2000, Feist est colocataire de Peaches et de Gonzales et elle est invitée à chanter sur The Teaches of Peaches. Elle rejoint ensuite les sessions d'enregistrement des albums de Broken Social Scene Feel Good Lost et You Forgot It in People. Puis elle s'installe à Paris. En Europe, elle collabore aussi avec le duo norvégien Kings of Convenience, invitée à chanter sur leur album Riot on an Empty Street (Know-How et The Build-Up). Elle apparaît aussi sur l'album Gone Gone Gone du groupe The New Deal, en 2003.
En 2009, elle chante You & I avec Wilco sur leur album Wilco (The Album).

### Let it Die

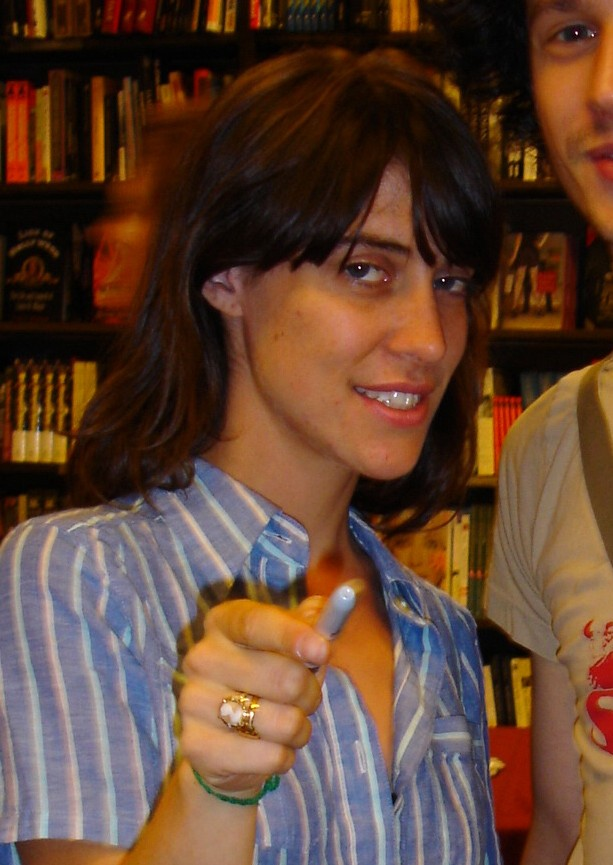
Feist en 2005

Feist enregistre son deuxième album solo Let It Die à Paris en 2002 et 2003, sorti en 2004. Les chansons Mushaboom, One Evening et Inside and Out en sont extraits. Cet album est un mélange de jazz, de bossa nova et de rock indépendant. Elle entame une tournée mondiale pour promouvoir cet album. Même si sa tournée est un succès, l'album ne généra pas de grosse vente mondiale. C'est en France et au Canada qu'elle trouve son public et est certifié or en France et Platine au Canada et se vend à 500 000 copies dans le monde
Début 2006, elle enregistre un nouvel album, avec Gonzales, Mocky, Jamie Lidell et Renaud Letang : Open Season, un album de remix et de collaborations, est sorti le 18 avril 2006 au Canada.
Le single Mushaboom sert de bande-son pour les publicités des parfums Lacoste.

### The Reminder

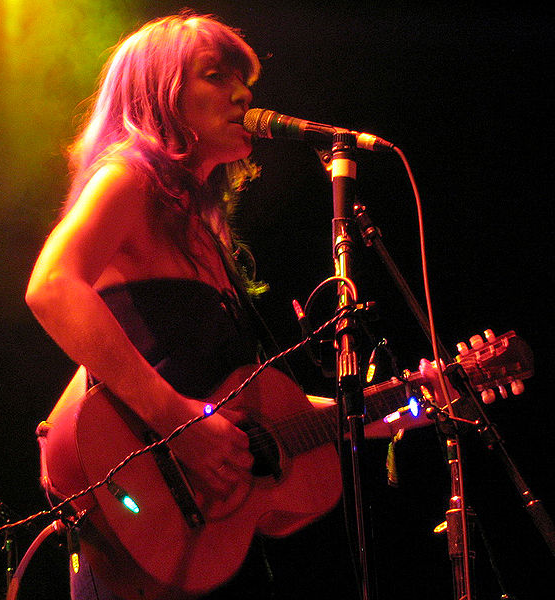
Feist en 2006

C'est à La Frette-sur-Seine, dans le Val-d'Oise, qu'elle décide d'enregistrer, en moins de trois semaines, son nouvel album. Elle collabore avec Julian Brown, Bryden Baird et Jess Baird, mais aussi avec Gonzales, Mocky, Renaud Létang et Jamie Lidell. En avril 2007, elle lance The Reminder qu'elle produit avec Ron Sexsmith. Le premier extrait de Feist s'appelle My Moon My Man qui ne connaît aucun succès aux États-Unis, mais au Canada, ce titre est bien accueilli. Le deuxième extrait de ce disque, 1234, deviendra un grand succès mondial, car aux États-Unis, il atteint la 8e position du Billboard 100. Ce titre sert également de bande-son et vidéo pour les publicités des nouveaux iPod nano d'Apple.
En 2008, le clip de la chanson 1234, tourné en un plan-séquence a remporté la Victoire de la musique du meilleur clip musical de l'année.

## Discographie

### Albums studio
- 1999 : Monarch (Lay Your Jewelled Head Down)
- 2003 : Let It Die
- 2007 : The Reminder
- 2011 : Metals
- 2017 : Pleasure
- 2023 : Multitudes

### Compilations
- 2005 : Open Season (Remixes And Collabs)

### Singles
- 2004 : Mushaboom
- 2004 : One Evening
- 2005 : Inside and Out
- 2006 : Secret Heart
- 2006 : Gatekeeper
- 2007 : My Moon My Man
- 2007 : 1234
- 2008 : I Feel It All
- 2008 : Honey Honey
- 2012 : The Bad in Each Other

### Autres participations
- La Même histoire pour le film Paris, je t'aime
- Get To Know The Girl sur la compilation Été d'Amour - Hypno Love (sous le pseudonyme de Bitch Lap Lap)
- The Ish sur l'album Party de Plaisir - Teki Latex (sous le pseudonyme de Bitch Lap Lap)
- Participation au remix de My Moon My Man par Boyz Noize sur la compilation Kitsune Maison Compilation 4 puis sur son album Oi Oi Oi.
- We're All In the Dance & La Même Histoire sur la B.O. du film Paris, je t'aime
- Elle aime, duo sur l'album Albin de la Simone - Albin de la Simone
- La Chanson de Satie & L'Amoureux sur l'album Adieu Tristesse - Arthur H
- Collaboration avec Patrick Daughters pour 1234 de Feist.
- The Simple Story, duo sur l'album Rendez-vous de Jane Birkin
- Boomerang 2005 (Comme Un Boomerang) (avec Dani et Gonzales) sur l'album Monsieur Gainsbourg revisited
- Elle apparaît dans la version américaine de 1, rue Sésame chantant une reprise de son morceau 1234 devenu pour l'occasion One, two, three, four, monster's walking 'cross the floor lien youtube
- Train Song de Vashti Bunyan avec Ben Gibbard sur la compilation Dark Was the Night
- Service Bell avec Grizzly Bear sur la compilation Dark Was the Night
- Know-How, The Build-Up sur l'album Riot on an Empty Street et Catholic Country de Kings of Convenience
- You & I sur l'album Wilco (The Album) du groupe américain Wilco, en 2009
- Black Tongue sur le split "Feistodon" avec le groupe américain Mastodon ou les deux groupes reprennent une chanson de l'autre, Mastodon reprend "A Commotion", en 2012

### Utilisation de ses chansons
- Ron Sexsmith a enregistré une version de Brandy Alexander (dont il est, avec Feist, le cocompositeur) sur son album, Exit Strategy of the Soul, en remerciement de la reprise que Feist avait elle-même faite de Secret Heart dans son album Let It Die
- Lonely Lonely est utilisé pour l'épisode 1 de la saison 2 de The L Word
- Honey Honey est utilisé pour l'épisode 6 de la saison 5 de The L Word
- Undiscovered First est utilisé pour l'épisode 4 de la saison 1 de Legion
- 1 2 3 4 pour la pub iPod Nano
- Mushaboom pour les pubs des parfums Lacoste et sur la BO de (500) jours ensemble en 2009
- My Moon My Man est utilisé en ouverture d'un épisode de la saison 4 de Grey's Anatomy
- Graveyard est utilisé à la fin d'un épisode (16) de la saison 5 de Gossip Girl, ainsi que dans l'épisode 7 de la saison 9 des Frères Scott
- Past in Present est utilisée dans l'émission Des trains pas comme les autres
- Mushaboom et Secret Heart repris par Laila Biali (en) sur l'album From Sea to Sky en 2007

## Vidéographie
- Look at what the light did now (DVD), 2010 : documentaire sur le processus de création de l'album The Reminder et la tournée associée. Le coffret DVD contient un CD additionnel incluant des enregistrements live, démos…
- https://music.youtube.com/watch?v=5kTDbdQqS3k&si=m1RaVQyA6gfvYF6l